# 상진대교

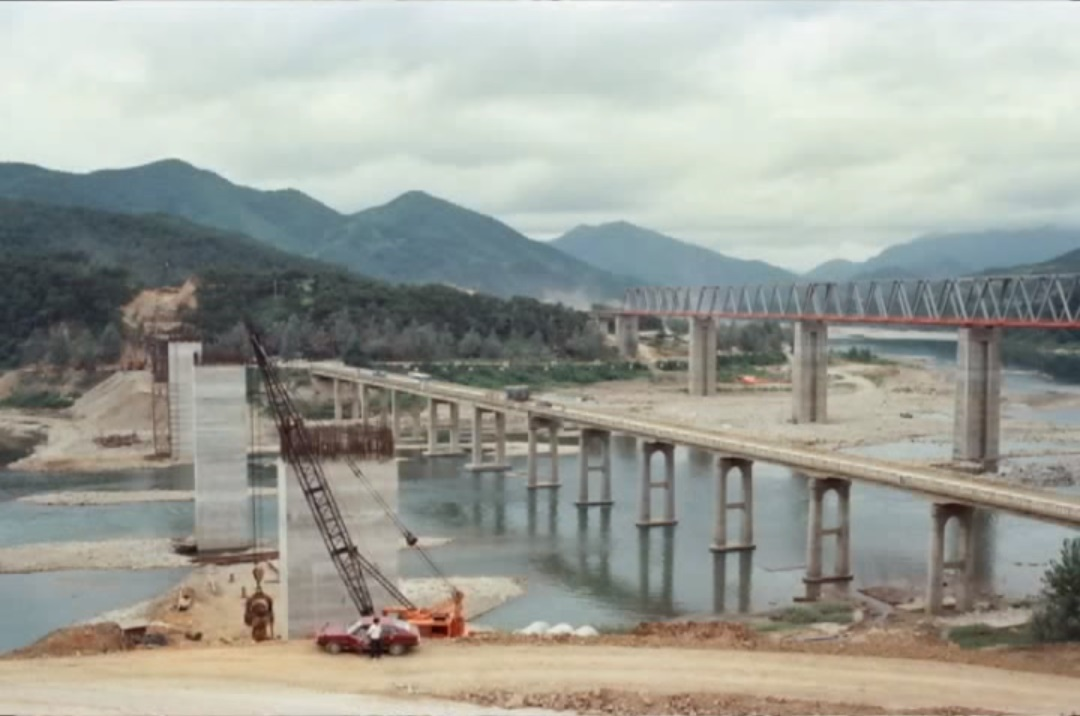
현 상진대교의 공사중 사진.(1984년, 좌측:현 상진대교 중앙:구 상진대교, 우측:상진철교) 구 상진대교는 현 상진대교가 개통된 후 철거되었다.

상진대교(上津大橋)는 충청북도 단양군 단양읍을 잇는 남한강의 다리이다. 국도 제5호선 단양로가 지난다.